# Tunis
Tunis (někdy také Túnis) je hlavním městem Tuniska. V roce 2010 zde podle sčítání lidu žilo 780 000 obyvatel a v celé aglomeraci to bylo 2 500 000 obyvatel.

## Přírodní podmínky
Tunis leží na severovýchodním pobřeží Tuniska poblíž jezera Le Lac. Ačkoliv nejvyšší bod města leží ve výšce 150 m n. m., jeho průměrná nadmořská výška se pohybuje okolo pouhých 3 m. Průměrná teplota se v lednu pohybuje okolo 10 °C, v červenci okolo 26 °C. V lednu spadne průměrně 70 mm, v červenci 0 mm srážek.

## Název města
Původ dnešního názvu Tunisu sahá pravděpodobně do starověku, do období před punskými válkami. Řecký historik a politik Polybios z Megalapole (asi 200 př. n. l. – 120 př. n. l.) jej uvádí jako Tínés. Arabové město nazývali buď Túnus nebo Túnis.

## Historie města

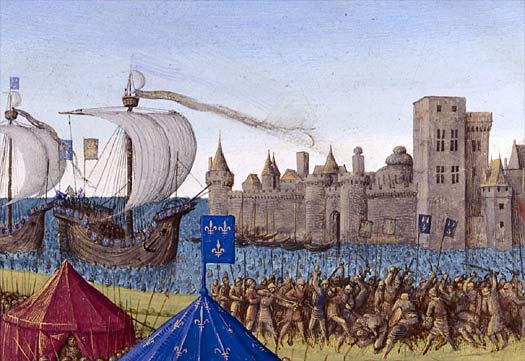
Bitva o Tunis při sedmé křížové výpravě roku 1270; ilustrace: Francouzské kroniky

Tunis patří k nejstarším sídlům Středozemí. Jeho počátky však zůstávají ve stínu sousední osady Kartágo, kterou okolo roku 814 př. n. l. založili Féničané, dále oblast osídlili Libyjci a Numidové. Ve 2. století př. n. l. bylo zbudováno opevnění na ochranu města. V roce 146 př. n. l. během třetí punské války Římané město dobyli a srovnali se zemí. V 5. století se zde usadil germánský kmen Vandalů, v 6. století oblast ovládla tehdy mocná Byzantská říše. 
Invaze Arabů v 7. století  znamenala Islámské dobytí Maghrebu, Tunis byl znovu založen jako arabské město. Za panování Aghlabovců (Aghlabidů) v 9. století byla postavena nejstarší dochovaná mešita Ez Zitouna. Ve 12. století vládu převzala dynastie Almohadů, ta roku 1159 ustavila hlavním městem země Ifrīqiyas. Ve 13. století Tunis získal status hlavního města východomagribského státu Chavsidů a byla založena druhá mešita. Stát se nazýval Tunisko, stejně jako v současnosti. V roce 1270 město dobyl francouzský král Ludvík IX. v čele spojených vojsk sedmé křížové výpravy. 
V roce 1535 město dobyla vojska španělského krále Karla V. Habsburského. V roce 1574 se Tunis dostal pod nadvládu Osmanské říše a stal se hlavním městem její tuniské provincie. Od roku 1883 měl Tunis roli administrativního střediska francouzského protektorátu. Vyznačoval se náboženskou pluralitou: žili zde muslimové, křesťané i Židé. V roce 1897 byla v novomaurském slohu postavena monumentální římskokatolická katedrála sv. Vincence z Pauly.
20. března 1956 byla vyhlášena nezávislost země a Tunis se stal hlavním městem Tuniska. V roce 1960 zde byla založena univerzita.

## Současnost a ekonomika

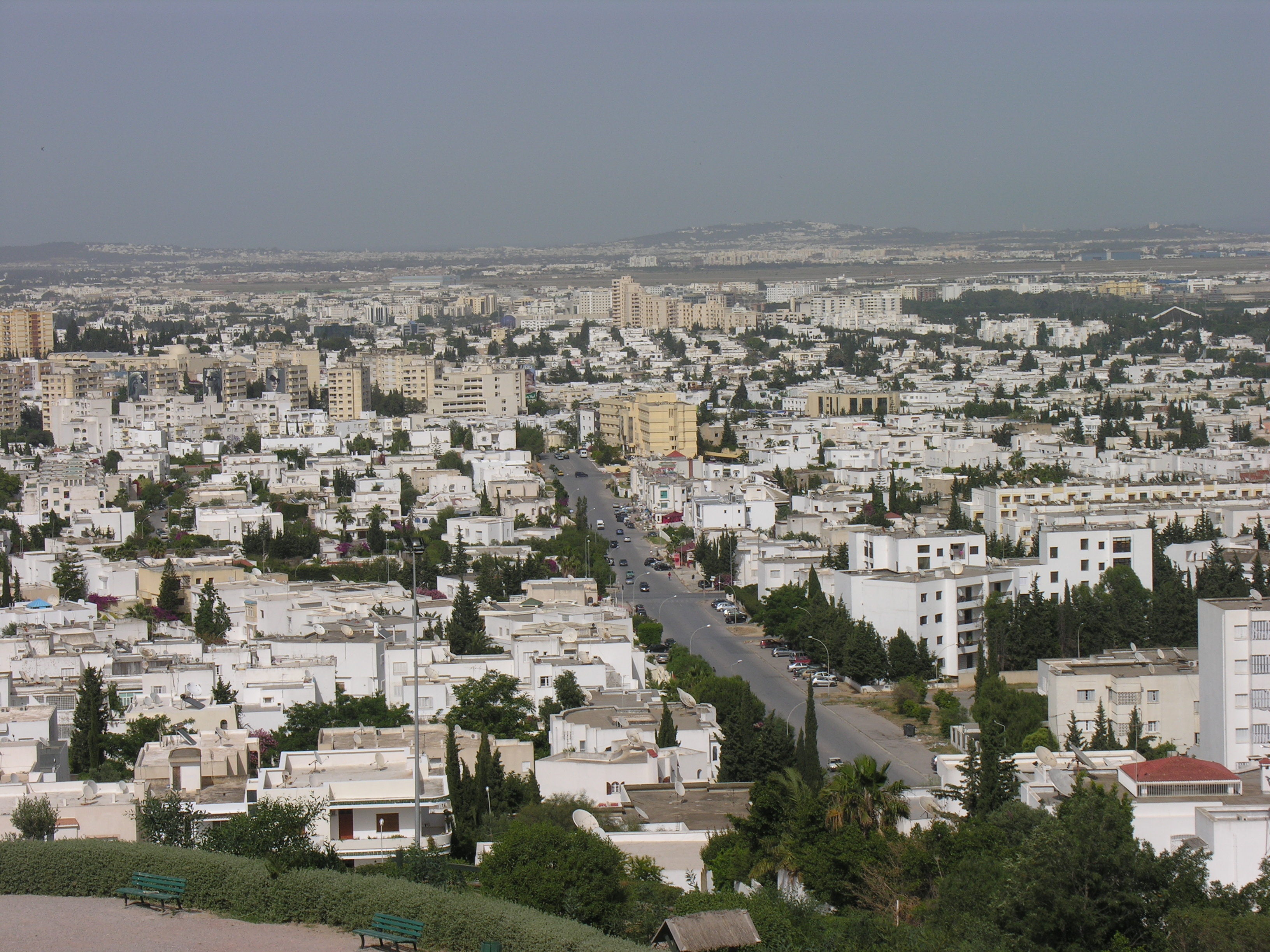
Moderní čtvrť El Menzah na severu města

Výstavba nového velkoměsta začala s rozvojem ekonomiky v 19. století. Hlavní třída města je pojmenována podle Habíba Burgiba, prvního prezidenta Tuniska. V budovách zde sídlí banky, obchodní firmy, vládní úřady a další instituce. Obytné čtvrti metropole se nacházejí hlavně v severní části, směřují k parku Belveder. Na zalesněných svazích parku stojí zoologická zahrada a muslimský pavilon. Ve městě funguje řada potravinářských, strojírenských, hutních, cementárenských a chemických závodů. Nachází se zde i rafinerie ropy.

## Památky a turistické cíle
Kolem kopce, na kterém stojí citadela Kasba s mešitou, se rozkládá staré město Arabů Medina, která je jedním z nejlépe zachovalých islámských středověkých měst. Jejím středem je velká mešita z 8. století, ve které nyní sídlí Muslimská univerzita. V bývalém paláci beje sídlí muzeum Bardo, kde je vystaveno mnoho památek ze starověkého Kartága i památek dalších (např. náhrobek prvního latinského a afrického papeže, jímž byl 14. papež římský sv. Viktor ), na ruinách Antoniových lázní je postaveno Národní muzeum. Celá Medina byla v roce 1979 zařazena na seznam světových památek UNESCO. 
Nedaleko města se nachází archeologická lokalita - starověké Kartágo, které je častým cílem turistů.

## Partnerská města
- Ammán, Jordánsko
- Alžír, Alžírsko
- Cologne, Německo
- Dauhá, Katar
- Džidda, Saúdská Arábie
- Istanbul, Turecko
- Káhira, Egypt
- Kolín nad Rýnem, Německo
- Kuvajt, Kuvajt
- Lisabon, Portugalsko
- Marseille, Francie
- Maskat, Omán
- Moskva, Rusko
- Paříž, Francie
- Praha, Česko
- Rabat, Maroko
- Řím, Itálie
- Santiago de Chile, Chile
- Taškent, Uzbekistán
- Tripolis, Libye
- Vídeň, Rakousko

## Slavní rodáci
- Ibn Chaldún (1332–1406) – arabský učenec a všestranný vědec
- Fuád Mebazá (* 1933) – tuniský politik a bývalý prezident Tuniska
- Nicola Pietrangeli (* 1933) – italský tenista
- Georges Wolinski (1934–2015) – francouzský karikaturista
- Claudia Cardinalová (* 1938) – italská herečka
- Bertrand Delanoë (* 1950) – francouzský politik, starosta Paříže v letech 2000–2004
- Marc Gicquel (* 1977) – francouzský tenista
- Viktor I. (cca 139–199) – Svatý Viktor I. první africký a latinsky píšící římský biskup, 14. papež římskokatolické církve

## Fotogalerie

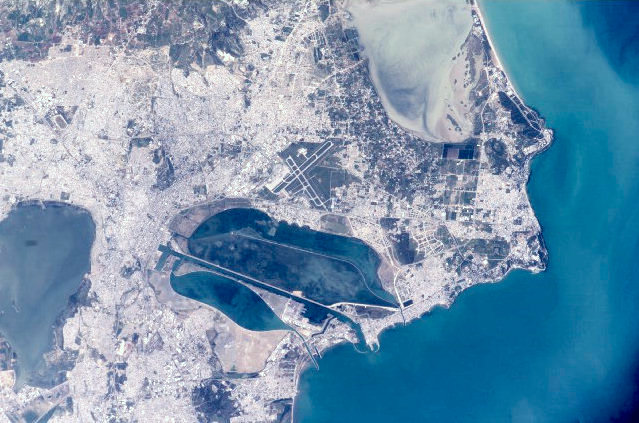
Tunis ze satelitu
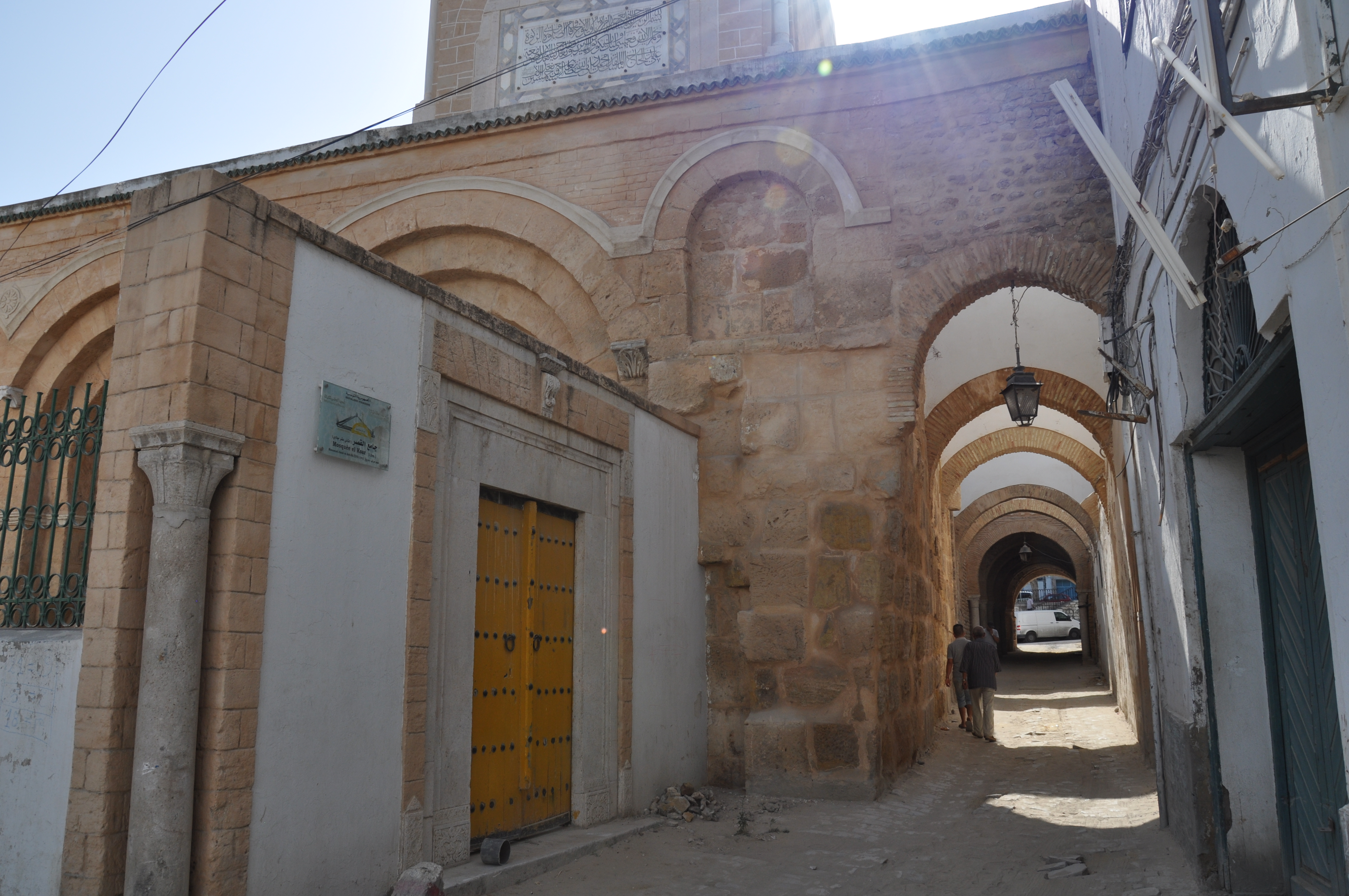
Mešita El Ksar
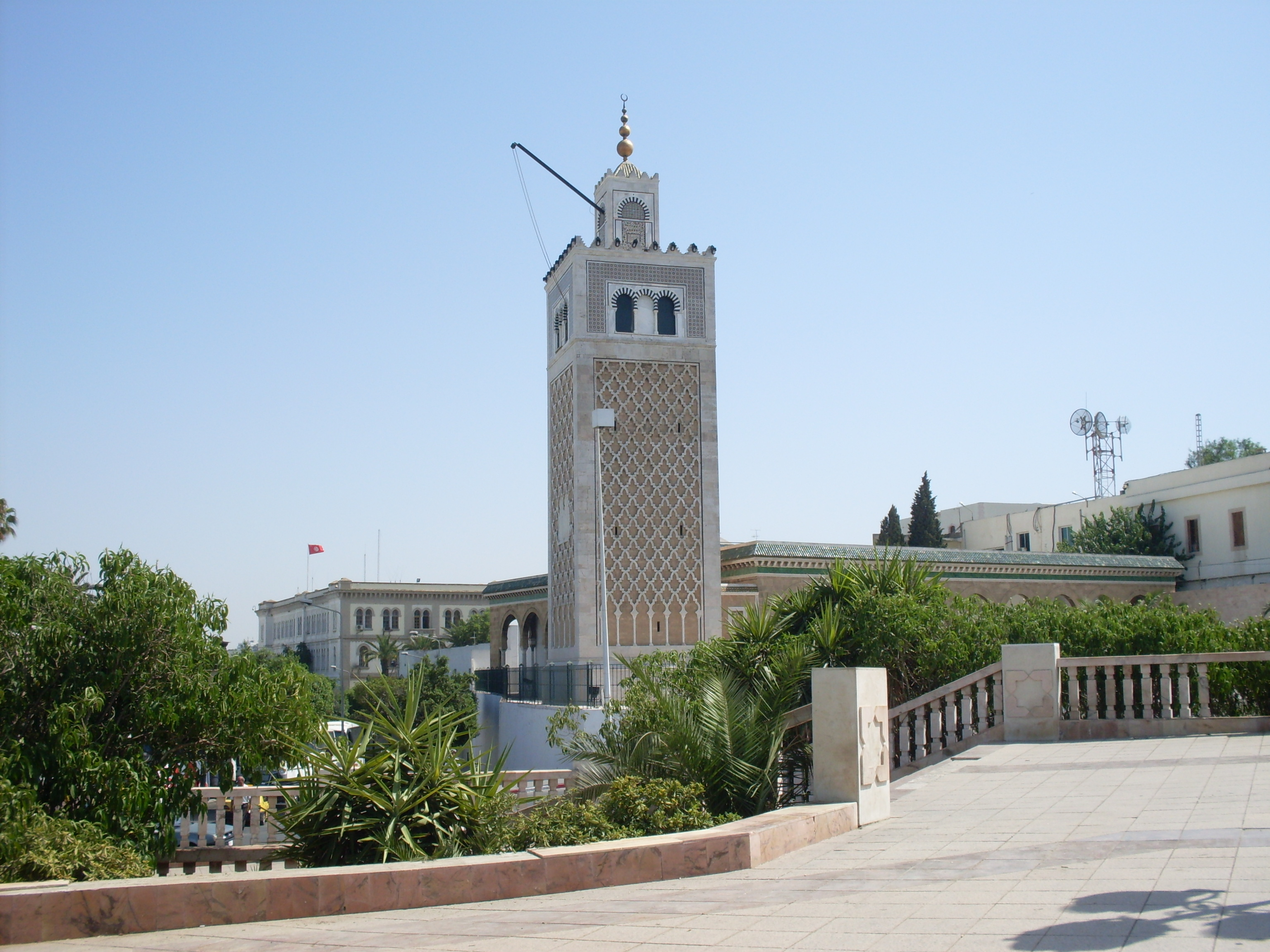
Mešita s citadelou Kasba
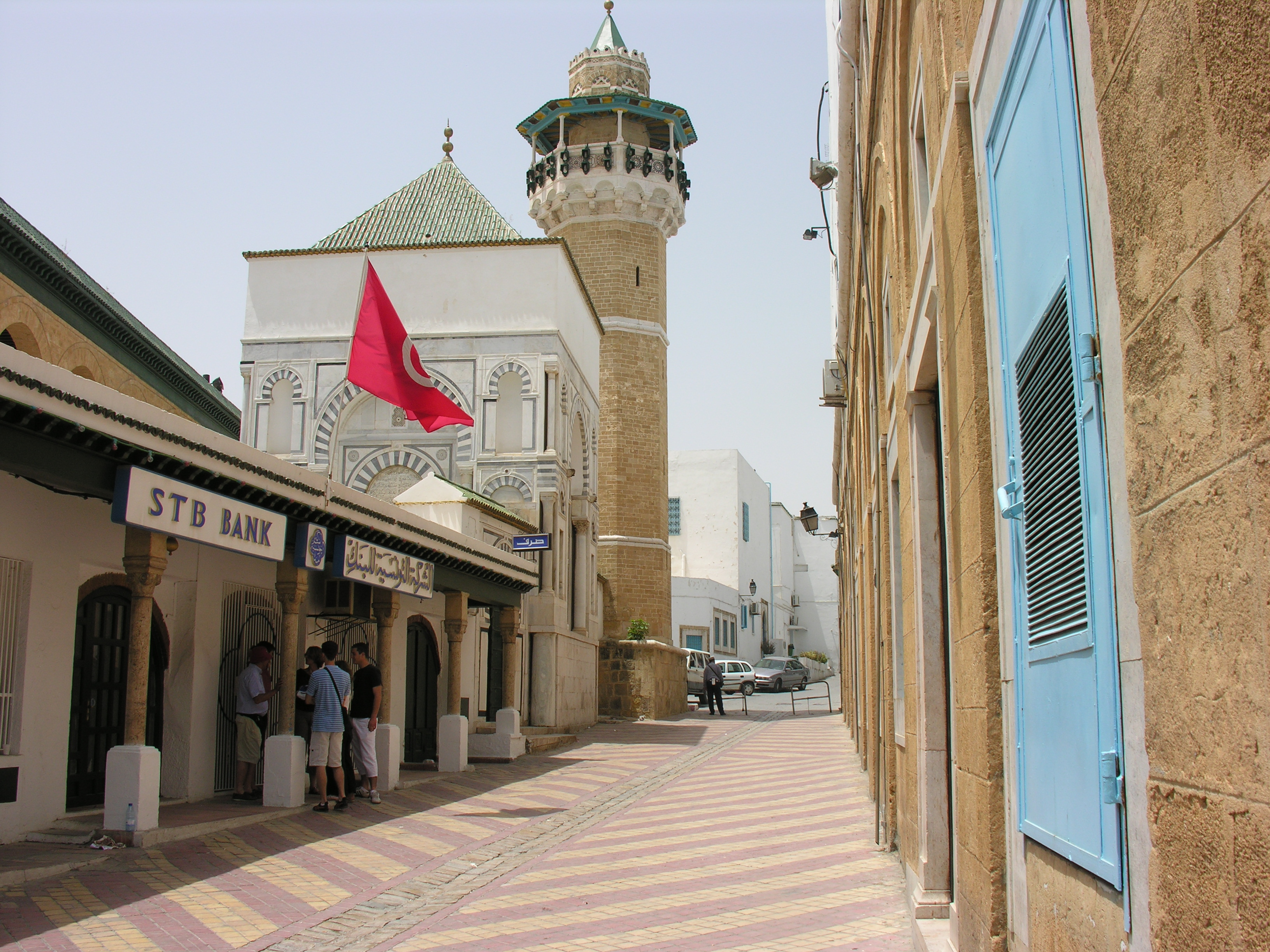
Mešita a mauzoleum Yousefa Deye
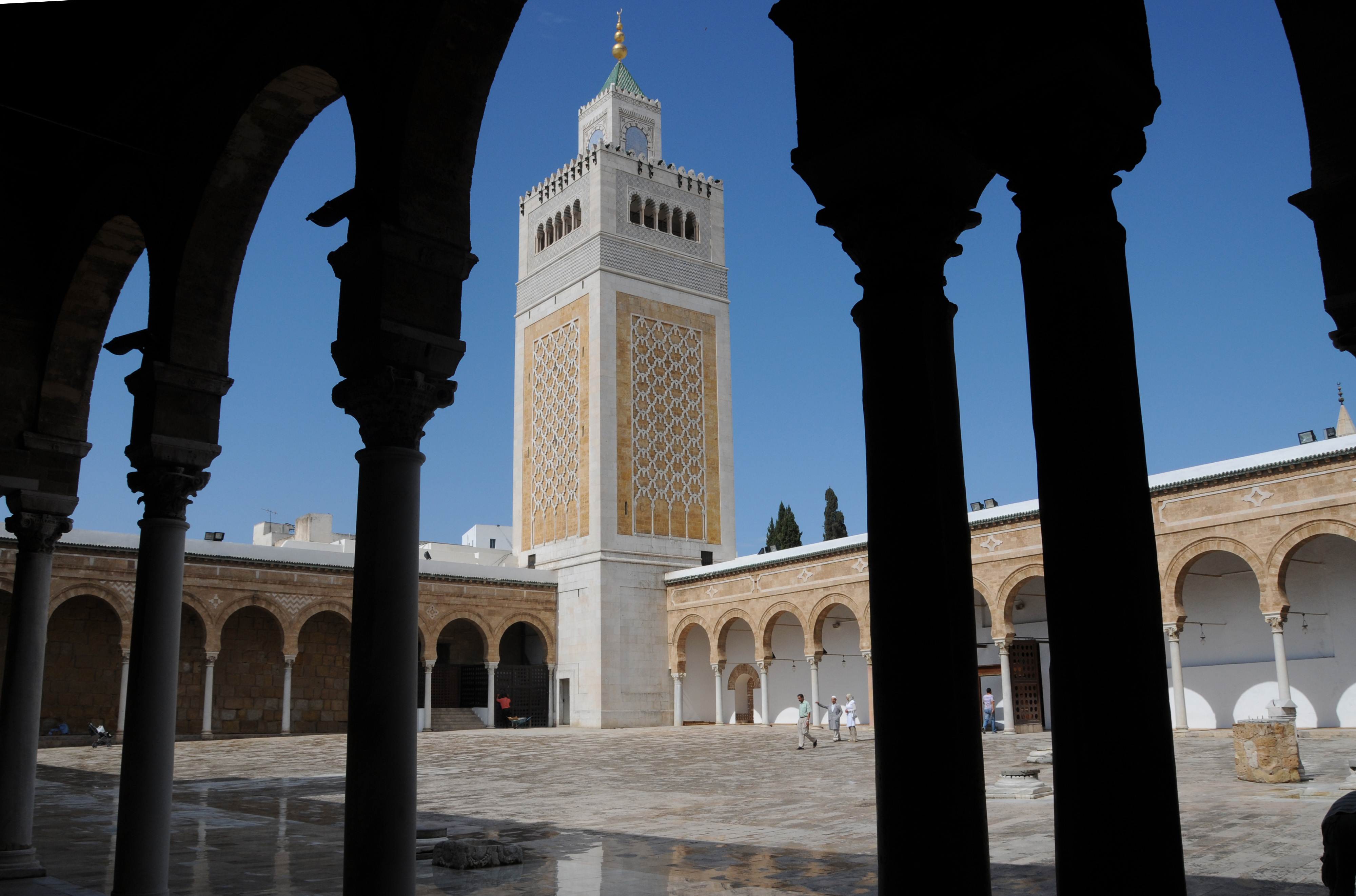
Mešita Ez Zitouna
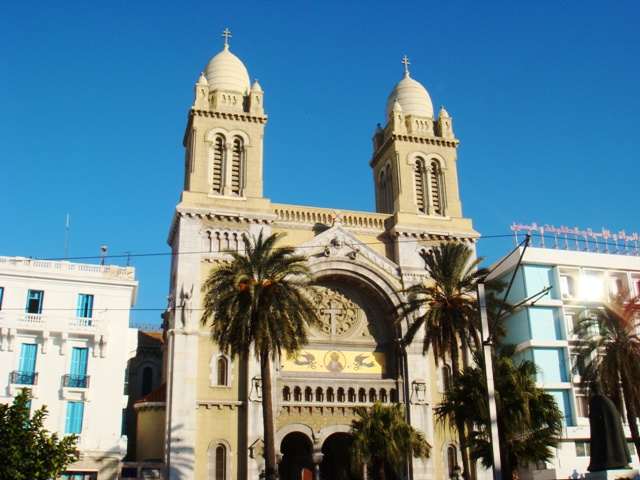
Katedrála sv. Vincence z Pauly
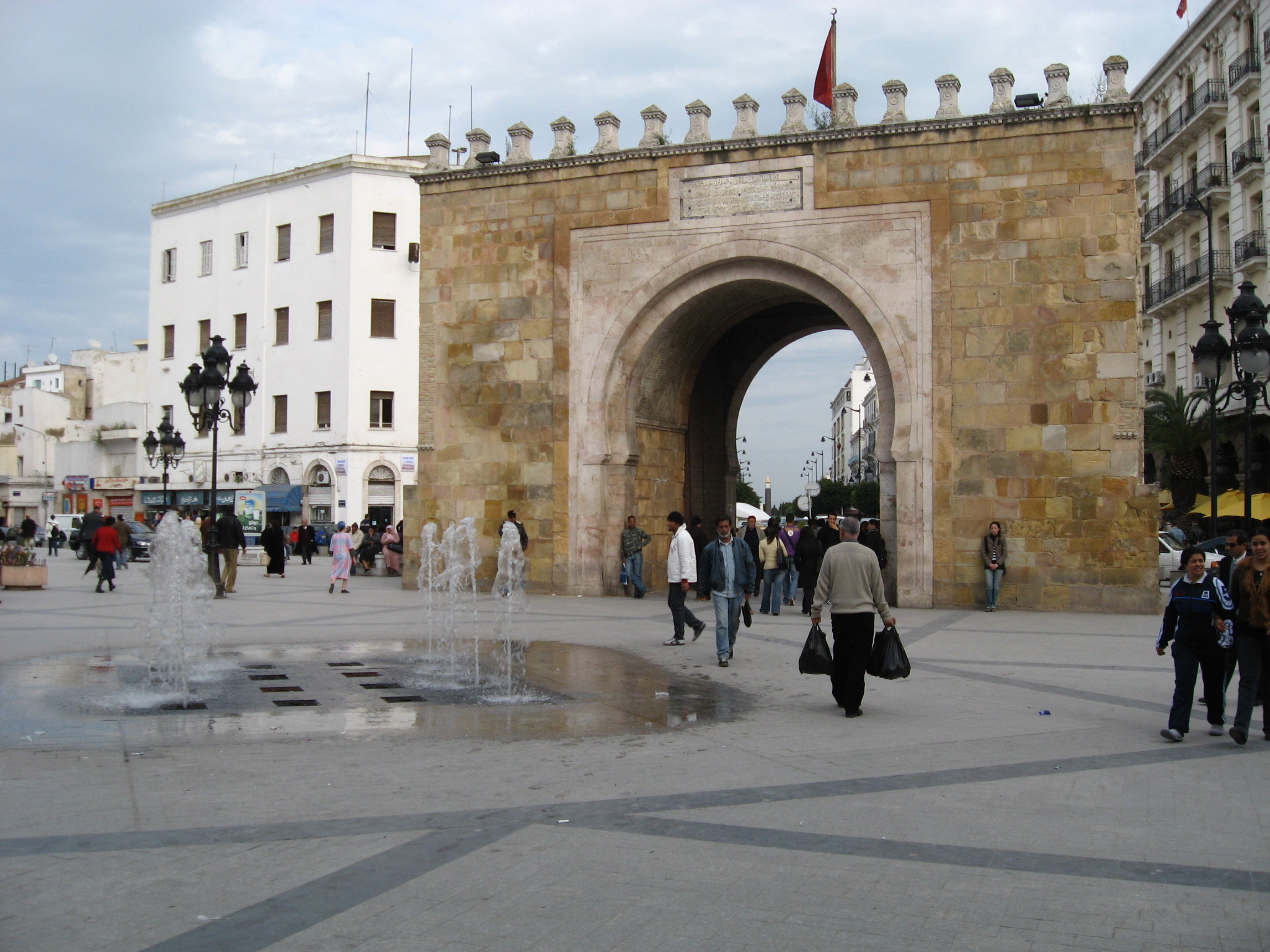
Bab El Bhar – brána přístavu